# George Girvan
George Girvan, sovint anomenat Geordie Girvan, (Motherwell, 13 de juny de 1878 - Newmilns, 3 de juliol de 1968) fou un futbolista escocès de la dècada de 1900.

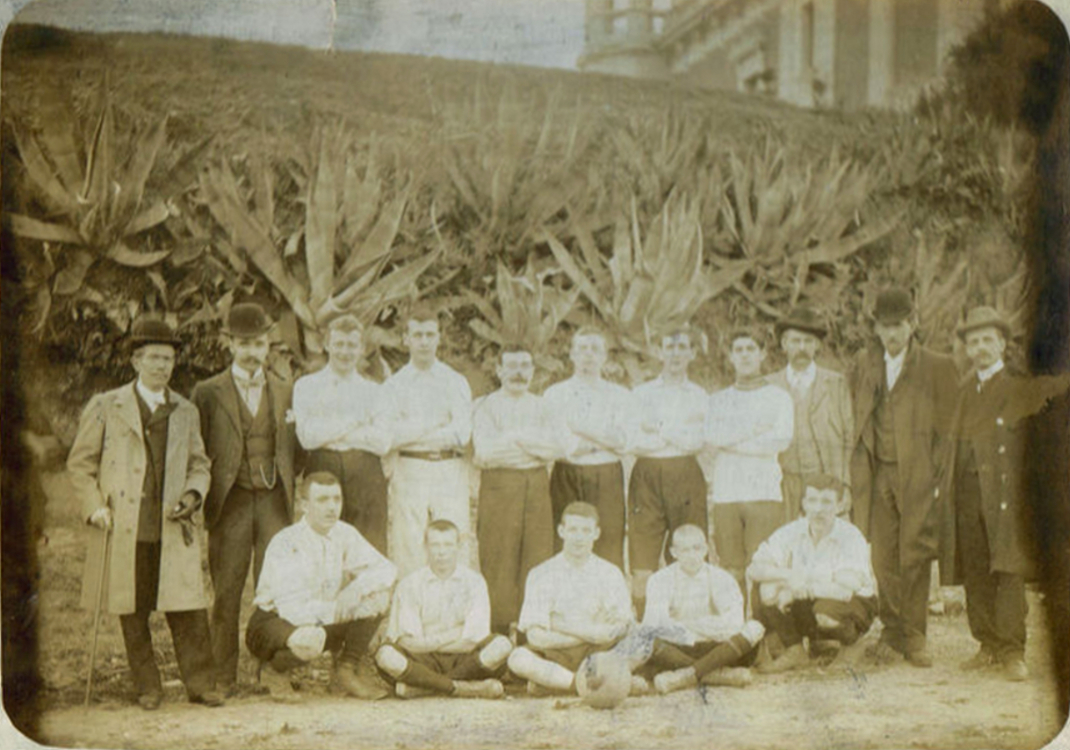
Girvan, assegut al centre, formant amb l'Escocès

Amb 20 anys es traslladà a Barcelona per treballar a una empresa tèxtil. Esdevingué un dels pioners del futbol català. Fou un dels fundadors del club Escocès FC l'any 1900, format per membres de la colònia escocesa que treballaven en una fàbrica de Sant Andreu. A començament de 1901 ingressà al FC Barcelona, per jugar la Copa Macaya. Fou l'autor del primer gol oficial del FC Barcelona, marcat en aquesta competició el dia 20 de gener. La següent temporada passà a jugar a l'Hispània AC, on jugà durant dues temporades, abans de retornar a Escòcia.
Fou batlle de la ciutat de Newmilns.